# بوليديوكيس (قمر)
Polydeuces
| تعليق                        |                      |
| اكتشافه                      |                      |
| اكتشفه                       | فريق كاسيني          |
| في سنة                       | 2004                 |
| خصائص المدار                 |                      |
| نصف المحور الرئيسي           | 377,396 km كيلومتر   |
| الشذوذ المداري               | 0.0192               |
| فترة المدارِ الفلكية          | 2.736915 يوم         |
| الميل المداري إلى مسار الشمس | 0.1774 ± 0.0015°     |
| قمر لكوكب                    | زحل                  |
| الخصائص الطبيعية             |                      |
| نصف القطر                    | 3.5 كيلومتر          |
| كتلة                         | 1 − 5 ×1013 كيلوغرام |
| كثافة                        | ؟ غرام\سنتيمتر3      |
| جاذبية سطحية على خط الاستواء | ≈ 0 متر\ثانية2، (    |
| درجة البياض                  | ؟                    |

هو قمر صغير جدا لكوكب زحل الذي بتشارك في المدار مع ديون حول نقطة لاغرانج (L5). ويبلغ قطره حسب التقديرات إلى أن نحو 3.5 كيلومتر.
اكتشفه فريق التصوير باستخدام كاسيني في 24 تشرين الأول 2004  في الصور التي التقطت في 21 تشرين الأول 2004 ، والتعيين المؤقت له S/2004 S 5 كما سمي زحل الرابع والثلاثون.
وقد وافق على اسمه الإتحاد الفلكي الدولي والفريق العامل المعني في نظام تسمية الكواكب في 21 كانون الثاني 2005. وهو اسم مشتق من الميثولوجيا اليونانية